# Rodovia 4.º Anel Viário
O 4º Anel Viário é uma rodovia de ligação, localizada na Região Metropolitana de Fortaleza e administrada pelo DNIT.
Sua orientação é de Noroeste a Sudoeste, iniciando no entroncamento da BR-020 e BR-222 e se estendendo por 32 km até o entroncamento da CE-010 e CE-040, com um fluxo diário de aproximadamente 50 mil veículos, facilitando o escoamento de insumos do Distrito Industrial de Maracanaú e da Central de Abastecimento do Ceará (CEASA/CE), além de ser a principal ligação entre os portos do Pecém e Mucuripe. A demora na conclusão de sua obra de duplicação, no entanto, tem dificultado o tráfego nesse local e causado vários acidentes há anos.

## Distâncias
| De            | Até           | Km      |
| ------------- | ------------- | ------- |
| BR-020/BR-222 | CE-060        | 8 Km    |
| CE-060        | CE-065        | 4,7 Km  |
| CE-065        | BR-116        | 10,1 Km |
| BR-116        | CE-010/CE-040 | 3,5 Km  |

## Obra de duplicação
A obra de duplicação do Anel Viário teve início no ano de 2010, pelo Governo Federal. Em 2011, o DNIT passou a responsabilidade de execução da obra para o Governo do Estado do Ceará, através do Departamento Estadual de Rodovias - DER. As obras foram paralisadas em 2015 e retomadas em 2017.
Até agora foram finalizadas as pontes sobre o rios Coaçu, Gavião e Siqueira, além dos viadutos do entroncamento da CE-065, entroncamento da BR-020 com a BR-222, Nova Metrópole (antiga rotatória) e Tronco Norte.
Em fevereiro de 2019, o trecho entre a BR-222 e a CE-040 foi liberado totalmente segregado e duplicado, só restando a complementação da ciclovia margeando esse pavimento.

## Histórico da obra[2]
- Março de 2010 – Assinatura do contrato para o início das obras. O consórcio Queiroz Galvão/EIT foi o vencedor da licitação, estimada em R$ 188,9 milhões, com previsão inicial de término em 2012;
- Junho de 2011 – Empresas do primeiro e segundo lugares da licitação já haviam desistido da obra;
- Janeiro de 2012 – Governo estadual assume obras após atrasos. Prazo para conclusão é adiado para 2013;
- Novembro de 2015 – Governo estadual adia novamente prazo de entrega para dezembro de 2016;
- Dezembro de 2015 - Consórcio rescinde contrato e obra fica paralisada;
- Março de 2017 – Governo retoma processo de relicitação da duplicação da rodovia;
- Junho de 2017 – Retomada das obras com as empresas Torc Terraplenagem Obras Rodoviárias e Construções LTDA/Via Engenharia S/A. (Torc-Via);
- Março de 2019 – Obras do Anel Viário ficam paralisadas por contas das fortes chuvas;
- Julho de 2019 – Trabalhadores retomam as obras do projeto após período de chuvas;
- Dezembro de 2019 – Souza Reis pede recuperação judicial e ritmo das obras diminuem;
- Janeiro de 2020 – SOP pede inclusão de quarta empresa no consórcio / PGE aprova inclusão;
- Fevereiro de 2021 – Conclusão final do trecho que compreende o entroncamento sobre a CE-065, restando apenas as alças do entroncamento sobre a CE-060 para a conclusão final de toda a obra da rodovia.[6][7]